# クルト・ヴァルトハイム
クルト・ヨーゼフ・ヴァルトハイム（ドイツ語: Kurt Josef Waldheim、1918年12月21日 - 2007年6月14日）は、オーストリアの政治家。戦時中はナチドイツの突撃隊だったが、第4代国際連合事務総長（任期：1972年1月1日 – 1981年12月31日）及びオーストリアの第6代大統領を務めた。姓はワルトハイムとも表記される。

## 生涯

### ナチス突撃隊
ウィーン近郊のザンクト・アンドレー＝ヴェルデルンに誕生した。第二次世界大戦前にドイツによるオーストリアを併合（アンシュルス）から3週間後に国家社会主義学生同盟に入り、後にナチス突撃隊の将校を務める。

### 外交官・国連事務総長
ウィーン大学で法学博士号取得後、1945年にオーストリア外務省に勤務する。1948年からパリ駐在のオーストリア公使を務めたのち、1951年からウィーンの外務省に戻り、1956年から1960年までのカナダ駐在大使を経て、1964年には国連のオーストリア代表に就任した。その後一旦国際連合を離れ、1968年からオーストリア国民党に所属して連邦外務大臣を務めた後、1970年に国際連合に戻った。
1971年にオーストリア大統領選挙に立候補するも落選し、同年の国連事務総長の選出で当時のオーストリア首相ブルーノ・クライスキーに推薦されて立候補するも、同年に第三世界の支持で可決したアルバニア決議で国際連合安全保障理事会常任理事国になった中華人民共和国は第三世界出身の事務総長を主張して2回とも拒否権を発動して第3回投票では2位だったものの、1位の候補者にソビエト連邦が拒否権を行使したことや中国の棄権により、同年12月21日に国際連合安全保障理事会決議306にて事務総長に指名され、12月22日に国際連合総会にて次期事務総長に任命され、1972年1月1日にウ・タントの後任として第4代国際連合事務総長に就任した。
1976年の事務総長の選出では、中国が支持したメキシコのルイス・エチェベリア候補と争うも第2回投票で中国が拒否権を放棄してヴァルトハイムの支持に回ったことで再選した（決議400）。
1976年に国連で行われた中東和平国際会議の開催要求決議に沿って、1977年2月にはエジプトを訪問。サダト大統領などと会談して国際会議の開催を働きかけた。結果的に会議開催は成功しなかったものの、この年、サダト大統領がイスラエルを電撃訪問して限定的ながら和平が訪れた。
1981年からの3期目にも挑戦したが、事務総長の選出では16回という記録的な回数の拒否権を行使した中国の影響で断念し、ハビエル・ペレス・デ・クエヤルがヴァルトハイムの後任となった。

### オーストリア大統領
上記の通りヴァルトハイムは1971年の大統領選挙に落選したが、1986年6月8日の2度目の挑戦では、ドイツが併合したオーストリアで国家社会主義学生同盟とナチス突撃隊に所属していたという事実が判明したため、第二次世界大戦においてドイツと戦った旧連合国のアメリカ合衆国やイギリス、フランスなどはヴァルトハイムが大統領となることに反対を表明した。しかし、オーストリア国民はこれを内政干渉と反発、結果としてヴァルトハイムは大統領に当選した。
調査によって、ヴァルトハイムは大戦中の1943年にユーゴスラビアで残虐行為を働いたドイツ国防軍の部隊（E軍集団）において通訳を務めていたことが判明した一方で戦争犯罪には無関係であったとされたが、1992年の大統領選挙には立候補せず、再選を断念した。
大統領職にあるにもかかわらず、その経歴からヴァルトハイムは旧連合国を中心とした多くの国で「ペルソナ・ノン・グラータ」とされ、6年間ほとんど外国への公式訪問を行わなかったが、日本へは1990年の即位の礼で大統領夫妻として来日した。アメリカは元ナチ党員及び関係者の入国を拒否しているため、1987年にはアメリカの「要注意リスト」に挙げられた。2007年6月14日に心不全のため88歳でウィーンの自宅で死去した。
晩年のヴァルトハイムは突撃隊である事実を認め、死後にユダヤ人コミュニティに対する釈明文が残されていた事が判明した。

## 関連書籍
- 『激動の中の国連外交 ワルトハイム回想録』 小坂善太郎監訳　講談社 1986年
- 『ワルトハイム 消えたファイル』 共同通信社 1989年
ロバート・ハーズスタイン 佐藤信行、大塚寿一訳